# Shadow Hypercar
El Shadow Hypercar, cuyo nombre aún no es definitivo, será un futuro automóvil superdeportivo desarrollado por la empresa italiana de tuning Shadow Racing Cars.

## Resurrección de Shadow
La marca Shadow regresó en 2020 como marca de tuning y de lujo, además de volver a involucrarse en el automovilismo deportivo, esta vez como patrocinador del equipo 42 Racing, un equipo con sede en Suiza con el que se asoció a partir de la temporada 2020 de la NASCAR Whelen Euro Series.
Además de su regreso al automovilismo Shadow anuncio 2 proyectos nuevos, un Dodge Challenger modificado conocido como Shadow DNB8 y un nuevo hypercar del que de momento no se sabe nada.

## Concepto
El concepto detrás del hypercar es exactamente el mismo que define a la compañía. Traer de vuelta una marca con historía en la Can-Am y en la Fórmula 1. Además el sitio web italiano Grip Detective habla acerca de "la creación de un Hypercar Shadow con un cuadro compuesto y una carrocería retro-futurista que retomará los rasgos estilísticos de los coches Shadow del pasado, traducidos en una clave moderna y con formas inéditas" (traducido del italiano).